# Адамовка (Борзнянский район)
Ада́мовка (укр. Адамівка) — село, расположенное на территории Борзнянского района Черниговской области (Украина).
Село Адамовка находится примерно в 9 км к северу от центра города Борзна. Средняя высота населённого пункта — 118 м над уровнем моря. Село находится в зоне умеренно континентального климата.
Национальный состав представлен преимущественно украинцами, конфессиональный состав — христианами.